# Léon Theremin
Léon Theremin, en rus Лев Сергеевич Термен (Lev Serguéievitx Termén), (15 d'agost de 1896 – 3 de novembre de 1993) va ser un inventor jueu rus. És molt famós per la invenció del Theremín, un dels primers instruments musicals electrònics.
Léon Theremin va néixer a Sant Petersburg. La seva invenció el 1919 del Theremín (també anomenat el Thereminvox) va arribar en un moment en el qual el seu país estava enmig de la guerra civil russa.
Des de jove va estudiar amb gran passió el món de la música i de l'electricitat. La seva experiència amb el violoncel li va fer voler inventar un instrument de similar registre però eliminant certes barreres físiques com la necessitat de fregar un arc contra les cordes i de desplaçar els dits pel masteler. Dels seus intents va sortir un instrument estrany i completament diferent a quants existien, el Eterófono o Theremin (també conegut com a Thereminvox).
El 1920 ho va presentar als seus col·legues de la Facultat de Mecànica i després en diversos llocs de la Unió Soviètica, arribant fins i tot a entrevistar-se amb Lenin. Al juny de 1921 va presentar la sol·licitud de patent que se li va concedir tres anys després. La repercussió que va tenir a Rússia va ser important. El govern li va requerir per seguir investigant en el camp de l'electromagnetisme i de l'electricitat com a energia renovable, en una època en la qual es volia modernitzar i electrificar a l'ampli territori soviètic. Va tenir trobades amb altres personatges com Einstein, el cineasta Eisenstein o l'enginyer Robert Moog.
Poc després va presentar el seu invent en diversos concerts i esdeveniments per Europa i fins i tot Estats Units, amb la filharmònica de Nova York el 1928, moment que va aprofitar per afrancesar el seu nom a León Thérémin, que donaria finalment nom a l'instrument. Va conèixer a Clara Rockmore, per qui va construir un Theremin el 1934. Aquesta jove intèrpret d'origen lituà es va convertir en la màxima representació de la tècnica i interpretació del curiós instrument. A més, va ajudar Léon Theremin a desenvolupar i perfeccionar el seu invent. Entre les modificacions més importants derivades de la col·laboració de tots dos destaquen l'ampliació del rang de vuitenes de 3 a 5, cosa que va ajudar la jove a interpretar peces més ràpides i amb més precisió, i el millor control del volum i el to.
Va perfeccionar posteriorment l'invent i fins i tot va crear diverses variants explorant múltiples possibilitats de l'electromagnetisme i fins i tot de la luminescència. Va patentar el seu invent el 1929 (US1661058) i posteriorment va concedir els drets de producció comercial a la RCA.
Léon Theremin va muntar un laboratori a Nova York durant els anys 30 on va desenvolupar el Theremín i va experimentar amb altres instruments musicals electrònics i altres invents, incloent el Rhythmicon, encarregat pel compositor nord-americà i ideòleg Henry Cowell. El 1930 deu thereministes van actuar en l'escenari del Carnegie Hall i, dos anys més tard, Léon va dirigir la primera i única orquestra electrònica, amb el Theremín i altres instruments electrònics, incloent un Theremín "Fingerboard" semblant a un cello a l'ús.
Va morir el 1993 a Moscou. El periodista rus Iuri Linnik va compondre un palíndrom en el seu honor: Termen ne mret, que significa Termen no mor.